# 苗灝
苗灝（1427年—？），字勢遠，山東濟南府德州人，軍籍，明朝政治人物。進士出身。

## 生平
山東鄉試第十五名。景泰五年（1454年）甲戌科會試第三百四十名，殿試登進士第二甲第三十八名。天順四年（1460年）任直隸真定府知府。

## 家族
曾祖苗秀實。祖父苗復禮，曾任刑部員外郎。父苗端。